# Misgolas maxhicksi
Misgolas maxhicksi là một loài nhện trong họ Idiopidae.
Loài này thuộc chi Misgolas. Misgolas maxhicksi được G. Wishart & D.M Rowell miêu tả năm 2008.